# Rak gušterače
Rak gušterače je naziv za maligni tumor gušterače. Nije tako čest kao ostale vrste raka i postotak izlječivosti od te vrste karcinoma je najmanji. Kasno uzrokuje smetnje i kad se otkrije, najčešće je već u uznapredovalom stadiju i nije ga moguće operacijom odstraniti. Više od 95% pacijenata umire u roku od dvije godine nakon dijagnoze. U 95% slučajeva radi se o adenokarcinomu, a ostalih 5% uključuju tumore različite prirode. Najčešći faktori rizika su: starija životna dob, pušenje, ishrana pretjerano bogata mastima, a siromašna voćem i povrćem, pretilnost, smanjena fizička aktivnost, te ranije bolesti kao pankreatitis, dijabetes i ciroza jetre. Najčešće oboljevaju ljudi u čijoj je bliskoj porodici već bilo oboljelih od raka gušterače, raka ili polipoze debeloga crijeva, porodičnog raka dojke, nasljednog pankreatitisa, melanoma i raka jajnika. Češći je kod muških nego kod ženskih osoba.

## Simptomi
Simptomi bolesti se ne pojavljuju ili su zanemarivi do uznapredovalog stadija bolesti. Kad se pojave, direktno ovise od lokalizacije i veličine tumora. Najčešće se javlja bol u gornjem dijelu trbuha ili u leđima, često sa širenjem pod lopatice, pojačava se nakon jela ili kod ležanja. Opća slabost, gubitak apetita i znatan gubitak težine karakteristični su za rak gušterače. Mogu biti prisutni mučnina i povraćanje, čak i duže vrijeme nakon uzimanja obroka, žutilo kože, očiju i tamna mokraća. 
Jedan oblik tumora može uzrokovati smetnje u količini izlučivanja inzulina ili drugih hormona, što izaziva niz smetnji u probavljanju hrane, posebno masnoća, kao i probleme u razgradnji šećera, pa čak i razvitak dijabetesa. Često je ozbiljna depresija prvi simptom bolesti.

## Dijagnoza
Najtočnija i najisplativija metoda uspostavljanja dijagnoze i ocjenjivanje proširenosti karcinoma je CT (kompjutorska tomografija) i pokazat će prisutne abnormalnosti u 75% slučajeva. Ako se radi o karcinomu koji nije moguće operirati i koji je već metastazirao, provodi se perkutana aspiracija iglom za histološku analizu. Ako se CT-om ne pronađe tumor ili ga je moguće operirati, koristi se endoskopski ultrazvuk kako bi se otkrili mali tumori i odredio stupanj proširenosti. Uobičajeni laboratorijski nalazi često su normalni. U 25 do 50% slučajeva javlja se hiperglikemija.

## Terapija
Parcijalna pankreatektomija (djelomično odstranjenje gušterače) ili pankreatikoduodenoktomija (odstranjenje gušterače i duodenuma) tzv. Whippleov postupak, jedino je što potencijalno može dovesti do izlječenja, no tumor je moguće odstraniti u svega 15% bolesnika, a izlječiv u 3%. Pri tome je petogodišnje preživljenje 15-20%.

## Prevencija
- Istraživanja pokazuju da je pušenje uzrok 20-30% slučajeva raka pankreasa.[4]
- Preporučuje se povećano uzimanje voća, povrća i žitarica uz smanjeno konzumiranje crvenog mesa.[5]
- Pretpostavlja se da uzimanje vitamina D smanjuje rizik od pojave raka pankreasa,[6] kao i uzimanje vitamina B grupe, B12 i B6.[7]